# QRP
QRP är en så kallad Q-förkortning som används vid amatörradiotrafik.
Den betyder "Minska sändningseffekten". Om den efterföljes av frågetecken: QRP? betyder det "Ska jag minska sändningseffekten?"
Bland radioamatörer används ofta QRP som begrepp för att beskriva en intressegren inom amatörradion som går ut på att med särskilt små, ofta egenbyggda, utrustningar kommunicera med radiovågor, dessa bör ha en uteffekt på max 5 watt vid telegrafi och 10 watt vid telefoni om de skall uppfylla QRP begreppet.
Egenbygge och experiment har alltid varit en viktig del inom amatörradiohobbyn. Radioamatörer får konstruera, bygga och använda egen utrustning. Så även om det går att köpa färdigbyggd utrustning finns det en hel del som inte bara bygger konstruktioner utifrån egna experiment, så byggs en hel del byggsatser.
Ett svenskt egenbyggeprojekt är QROlle, en radio för sändning och mottagning på sex amatörband. Den internationellt sett mest omtalade tillverkaren av amatörradiobyggsatser just nu är förmodligen Elecraft.